# Астраханское сельское поселение
Астраханское сельское поселение — упразднённое муниципальное образование в составе Унинского района Кировской области России.
Центр — деревня Астрахань.

## История
Астраханское сельское поселение образовано 1 января 2006 года согласно Закону Кировской области от 07.12.2004 № 284-ЗО.
К 2021 году упразднено в связи с преобразованием муниципального района в муниципальный округ.

## Население
| 2010 | 2012 | 2013 | 2014 | 2015 | 2016 | 2017 |
| ---- | ---- | ---- | ---- | ---- | ---- | ---- |
| 504  | ↘490 | ↘474 | ↘448 | ↘416 | ↘411 | ↘399 |
| 2018 | 2019 | 2020 | 2021 |      |      |      |
| ↘381 | ↘370 | ↘339 | ↘286 |      |      |      |

## Состав
| № | Населённый пункт | Тип населённого пункта          | Население |
| - | ---------------- | ------------------------------- | --------- |
| 1 | Астрахань        | деревня, административный центр | 246       |
| 2 | Сибирь           | деревня                         | 258       |